# Nim Li Punit

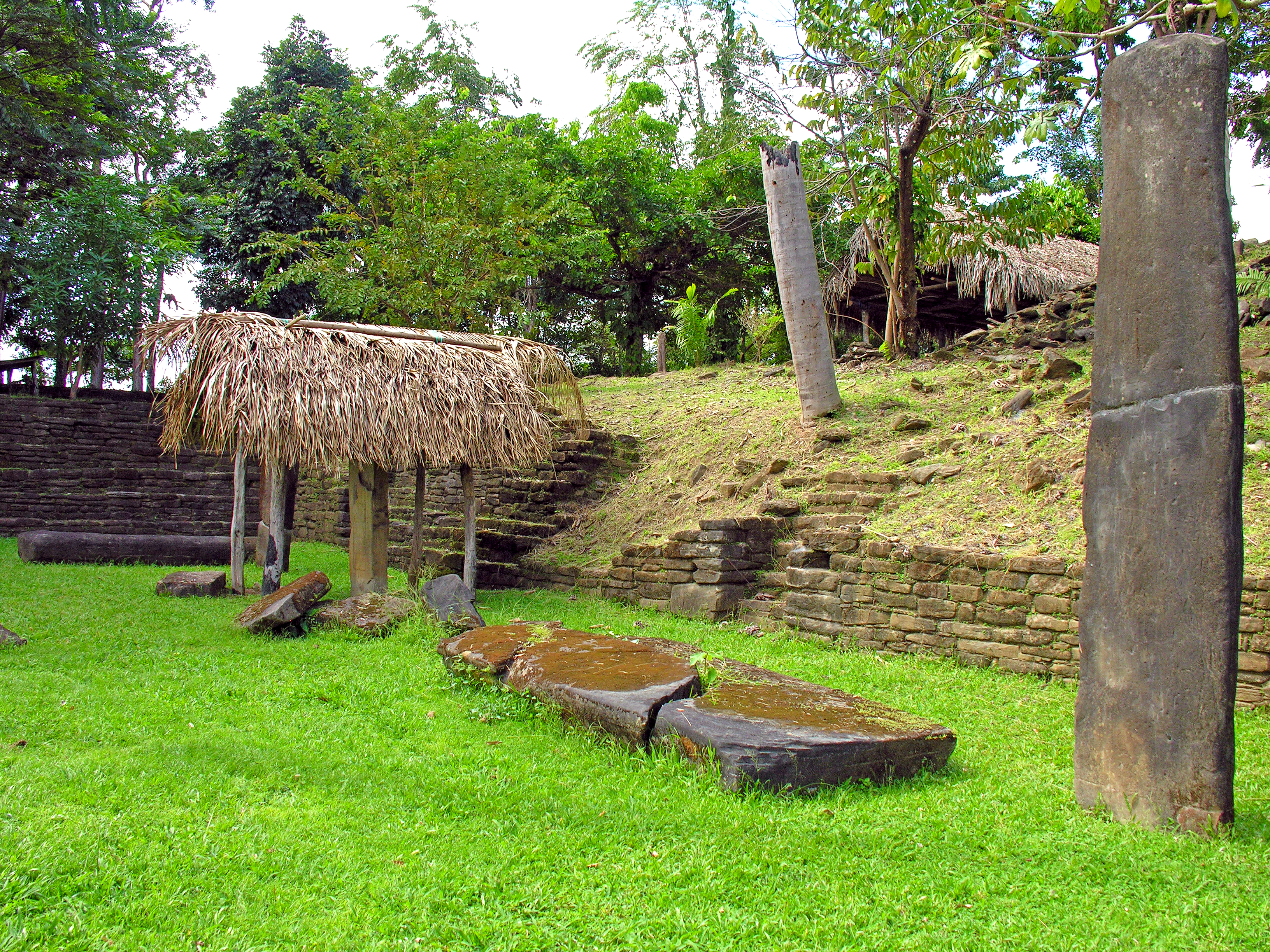
Die "Plaza der Stelen" in Nim Li Punit

Nim Li Punit ist der Name einer Maya-Ruinenstätte in der Provinz Toledo in Belize (Mittelamerika), die sich 40 km nördlich der Stadt Punta Gorda befindet. Es stellte zeitgenössisch eines der kleineren regionalen Zentren im Süden Belizes dar.

## Hintergrund

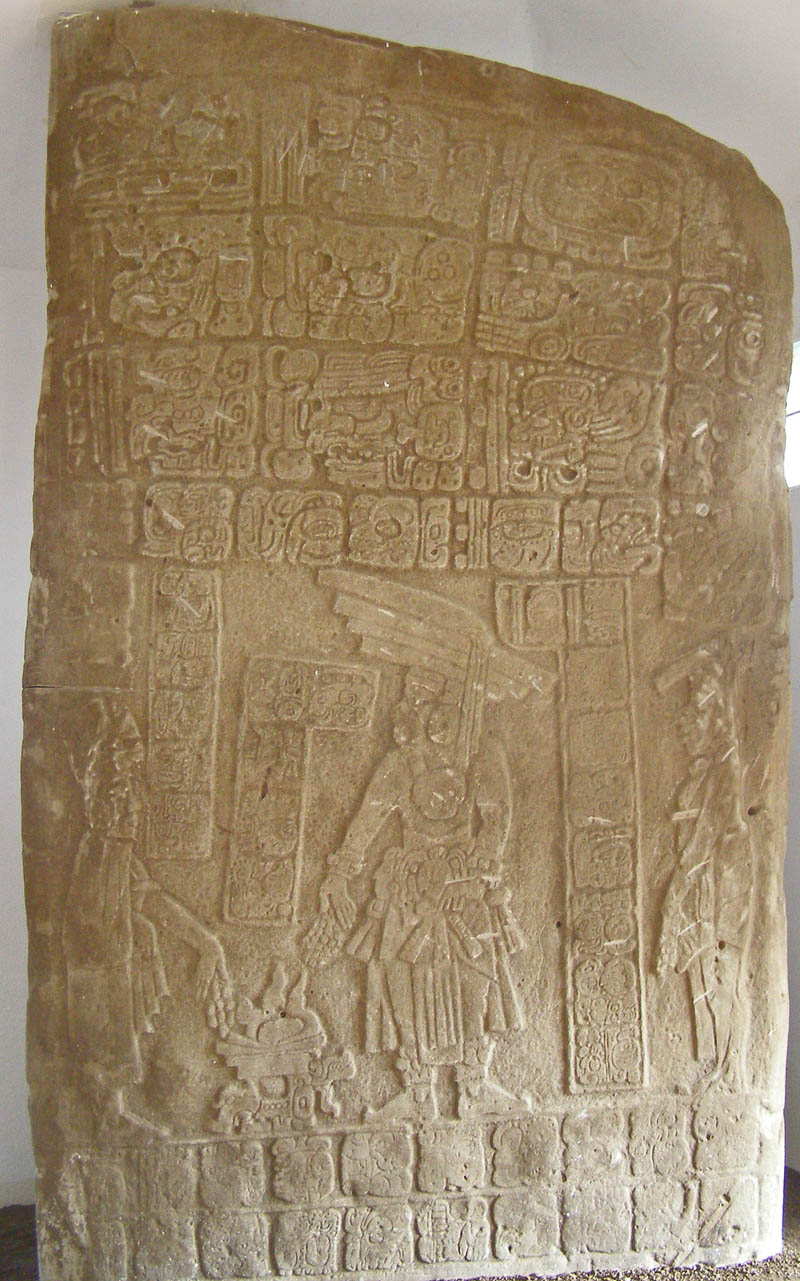
Stele 15 aus Nim Li Punit

Nim Li Punit war Teil einer politisch und kulturell eigenständigen Region an der südöstlichen Peripherie der Maya-Zivilisation. Diese stand kaum mit den benachbarten Regionen des Belize River-Tals (z. B. Xunantunich, Cahal Pech) oder denen im Peten in Verbindung, sondern bildete sich um fünf bekannte regionale Zentren (neben Nim Li Punit Lubaantun, Xnaheb, Pusilha und Uxbenka) im heutigen Süd-Belize.
Typisch für die Regionalkultur ist das Fehlen hoher Steinbauten, eine lebhafte Textkultur in Inschriften, eine eigenständige Keramikkultur und geringe wirtschaftliche Handelsbeziehungen. Nim Li Punit betrieb nur wenig Handel mit anderen Orten, nicht einmal innerhalb der Region. Gesichert sind nur zeitweise Handelskontakte nach Altun Ha (Meeresfrüchte), in die Region um Quiriguá und Copán (Obsidian) sowie möglicherweise nach Teotihuacan.
Die kulturellen Gemeinsamkeiten innerhalb der Region sind kein Zeichen politischer Zusammengehörigkeit. Nim Li Punit war wie die umliegenden Orte ein selbständiges, von einem Herrscher geführtes Gemeinwesen, von den benachbarten Orten nahm es zumindest in den zahlreichen Inschriften keine Kenntnis. Zu seiner Hochzeit dürfte es wenige Hundert Einwohner gehabt haben, damit war es eines der kleinen Regionalzentren im heutigen Südbelize.

## Geschichte
Der heutige, moderne Name kommt aus der Maya-Sprache und bedeutet so viel wie „Großer Hut“, was sich auf eine dort gefundene Abbildung eines Mannes auf einer Stele bezieht. Der ursprüngliche Name des Ortes lautete vermutlich Kawam oder Wakaam.
Besiedelt wurde die Stätte um das Jahr 150 oder 250, damit ist sie neben Uxbenka der älteste bekannte Siedlungsplatz der Maya im südlichen Belize.
In der Inschrift eines Jadeschmuckstücks wird der seit 647 als Herrscher Nim Li Punits amtierende Janaab' Ohl K'inich erwähnt, der mit seinem Antritt wohl eine neue Dynastie im Ort gründete. Janaab' Ohl K'inich kam vermutlich aus dem Norden des heutigen Belize oder aus Caracol. Seine Mutter stammte möglicherweise aus Cahal Pech, sein vor dem 20. Lebensjahr verstorbener Vater eventuell aus El Perú. Das Schmuckstück ist ein Zeugnis weitreichenderer dynastischer Verschränkungen der Regionen und politischer Verschränkungen Nim Li Punits als bisher angenommen.
Ebenso wie andere Orte des südlichen Belize erlebte Nim Li Punit seine Hochzeit im 8. Jahrhundert. Möglicherweise wurde der wenige Kilometer westlich gelegene Ort Xnaheb zu dieser Zeit als „Ableger“ von Nim Li Punit gegründet. Im 9. Jahrhundert ging Nim Li Punit dann im Zuge des Verfall der Maya-Zivilisation unter, das Ende der Siedlung wird für die Zeit um 850 angenommen. Die verbliebene Bevölkerung zog vermutlich an die Küste, wo sie als Fischer und Salzhändler wirkten und in der neu entstehenden Ethnie der Mache Chol aufgingen, die wiederum während der spanischen Kolonisation ausstarb.

## Anlage

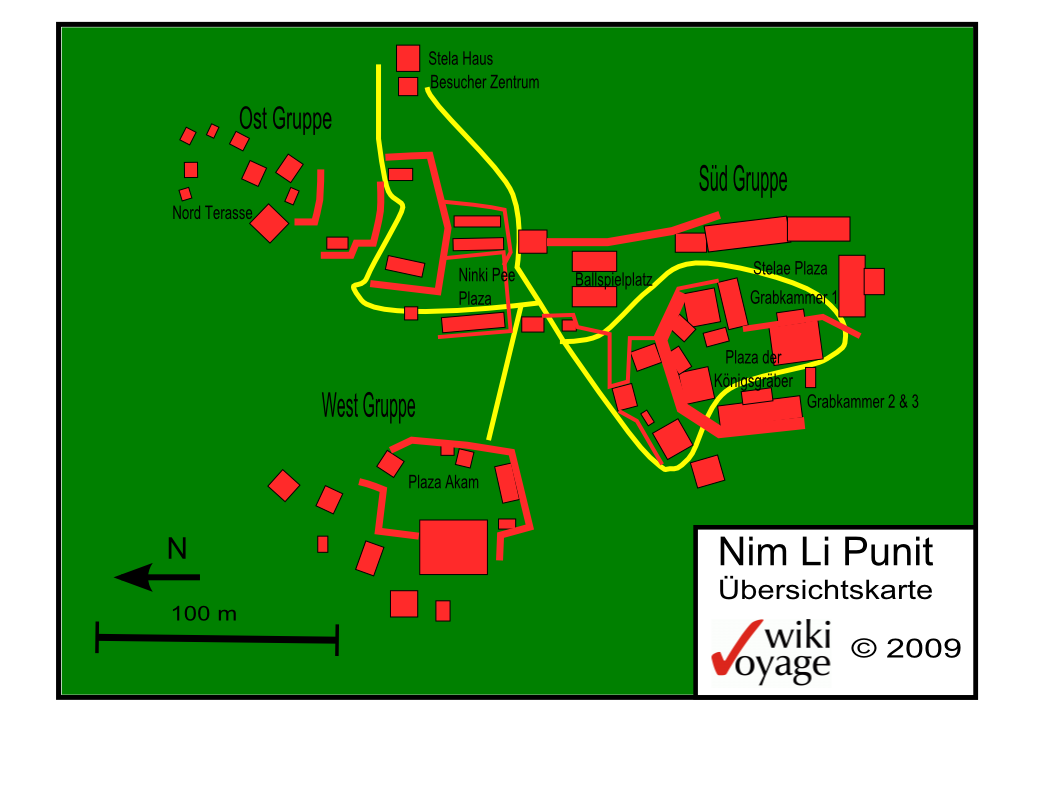
Plan von Nim Li Punit

Nim Li Punit besteht aus drei Plazas mit nicht ganz 60 Strukturen und 8 beschrifteten Stelen, darunter Stela 14, die mit 9,29 Meter zweithöchste bekannte Stele der Maya überhaupt.

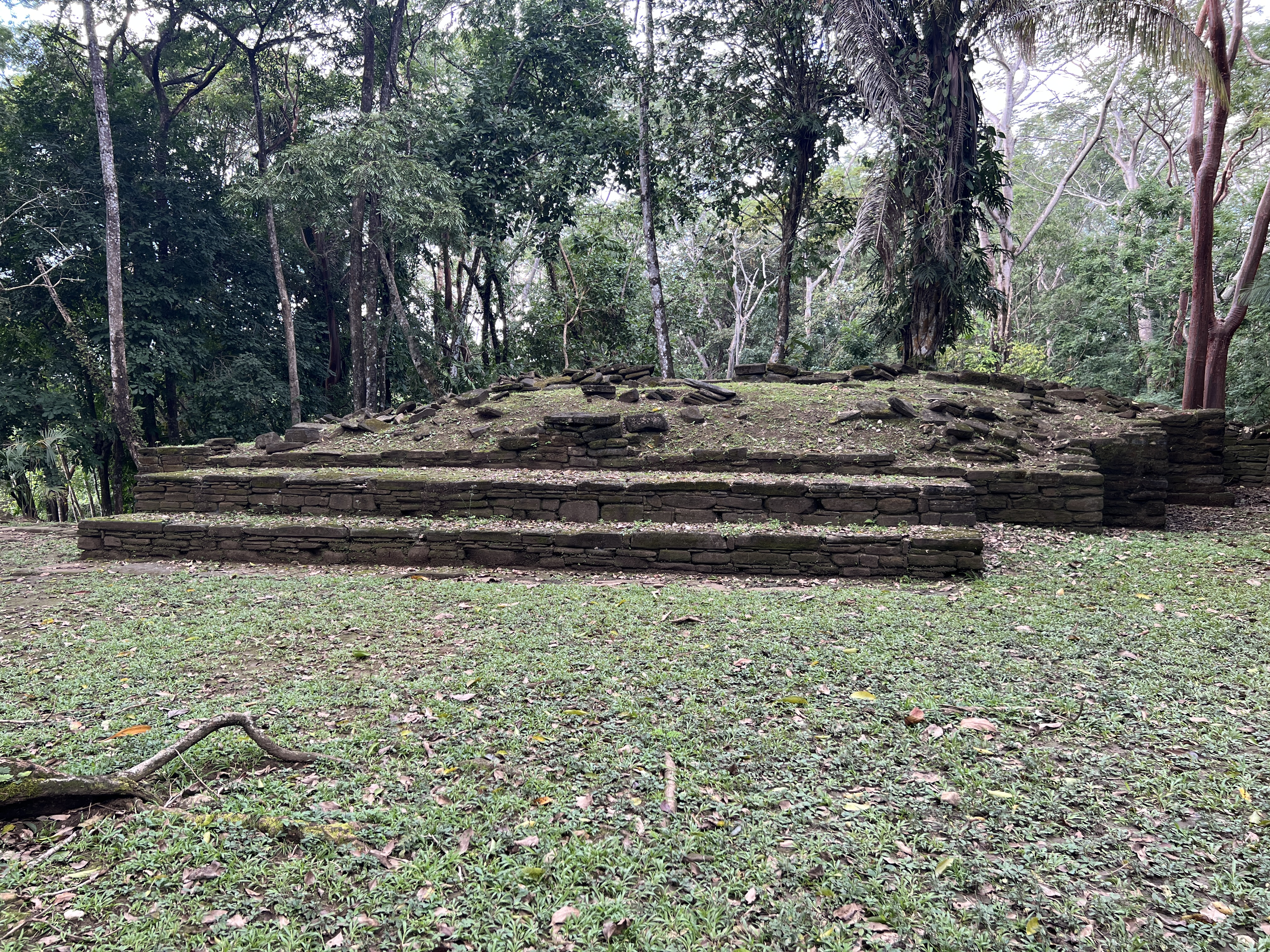
Nim Li Punit, Struktur 7, Fundort der Gräber 4 und 5

Zwischen 250 und 400 wurde eine Plattform als Basis der Struktur 7 errichtet, der königlichen Residenz. Bei einem Umbau um 400 wurde die Plattform mit einer Gruft versehen (dem Grab 4). Bei einem weiteren Umbau um 800 wurde das Grab geöffnet und neu arrangiert. Im Zuge des Ausbaus der Plattform in der Terminalen Klassik im frühen 9. Jahrhundert (830?) wurde diese vergrößert und um eine Treppe ergänzt.
Vermutlich zur gleichen Zeit wurde in wenigen Metern Entfernung ein weiteres Grab angelegt, dass 2015 entdeckt wurde (das Grab 5). Wahrscheinlich gehören die gefundenen menschlichen Überreste des Grabes zur Person aus Grab 4 und ihre Bestattung erfolgte im Zuge einer rituellen Umbettung. Das Grab war ausgesprochen reich mit Grabbeigaben versehen, darunter einem kostbaren Jadeschmuckstück aus dem Jahr 672.

## Forschungsgeschichte
In der Neuzeit wurde die Anlage im Jahr 1976 durch Joseph Palacio, zu der Zeit belizischer Archäologiebeauftragter, wissenschaftlich wiederentdeckt und mit seinem modernen Namen versehen. Wenngleich archäologische Forschungen bis 2010 nur vereinzelt und rudimentär erfolgten, begann die epigraphische Forschung der zahlreichen Stelen bereits kurz nach der Entdeckung durch Barbara MacLeod und Virginia Miller. Ab 2010 erfolgte eine gründliche und regelmäßige Erforschung und Rekonstruktion der Stätte, besonders durch Geoffrey E. Braswell.

## Nachweise
1. 1 2 3 4 5 6  Geoffrey E. Braswell: The Southern Belize Kingdoms in the Classic Maya World. In: Research Reports in Belizean Archaeology. Band 17. Institute of Archaeology, NICH, Belize, 2020, S. 167–178 (academia.edu).
2. 1 2 3 4 5 6 7 8  Christian M. Prager, Geoffrey E. Braswell: Maya Politics and Ritual: An Important New Hieroglyphic Text on a Carved Jade from Belize. In: Ancient Mesoamerica. Band 27, Nr. 2, 2016, S. 267–278, doi:10.1017/S095653611600033X.
3. 1 2 3  Mario Borrero, Maya Azarova, Geoffrey E. Braswell: In the Palace of the Wind God: The Discovery of the Nim Li Punit Wind Jewel. In: Research Reports in Belizean Archaeology. Band 13. Institute of Archaeology, NICH, Belize, 2016, S. 193–206.
4. ↑  Geoffrey E. Braswell: Southern Belize from Paleoindian to Preclassic Times - Introduction to the region, early origins, and identity. In: Geoffrey E. Braswell (Hrsg.): 3,000 Years of War and Peace in the Maya Lowlands: Identity, Politics, and Violence. 1. Auflage. Routledge, London 2022, ISBN 978-1-351-26800-4, S. 79–98, doi:10.4324/9781351268004.